# Tylorida mornensis
Tylorida mornensis är en spindelart som först beskrevs av Benoit 1978.  Tylorida mornensis ingår i släktet Tylorida och familjen käkspindlar.
Artens utbredningsområde är Seychellerna. Inga underarter finns listade i Catalogue of Life.